# Jan Aust
Jan Aust (* 16. Januar 1941 in Bremen; † 26. April 2023 in Barnstedt) war ein deutscher Schauspieler, Theaterregisseur und -intendant.

## Leben
Jan Aust entstammte einer Theaterfamilie. Er studierte zunächst Theaterwissenschaft, Germanistik und Anglistik, ehe er sich zum Schauspieler ausbilden ließ. Am Deutschen Schauspielhaus in Hamburg arbeitete er während der Intendanzzeiten von Gustaf Gründgens und Oscar Fritz Schuh nicht nur auf der Bühne, sondern auch als Regieassistent. In späteren Jahren wirkte Aust unter Ida Ehre als Chefdramaturg an den Hamburger Kammerspielen, bis er 1991 die Intendanz des Theaters Lüneburg übernahm und das Haus bis 2010 leitete. Hier führte er Regie, stand selber auf der Bühne und schrieb Kinderstücke. Während seiner Ära entstand in Lüneburg zudem die "Junge Bühne". Von 2000 bis 2008 leitete Aust daneben die Burgfestspiele Jagsthausen als Intendant, nachdem er bereits zuvor den Stellvertreterposten innegehabt und dort als Schauspieler und Regisseur gewirkt hatte.
Mit Beginn der 1970er Jahre war Aust auch gelegentlich im Fernsehen zu sehen. Hier hatte er Gastrollen in Serien wie Hamburg Transit, Kümo Henriette oder Der Landarzt. Wiederholt sah man ihn auch in der Reihe Tatort.
Jan Aust hatte eine Tochter und zwei Söhne, die ebenfalls im Bereich Theater und Medien tätig sind.

## Filmografie
- 1970: Recht oder Unrecht – Der Fall Krumbholz
- 1971: Hamburg Transit – Blondinen im Schussfeld
- 1972: Happy End oder Wie ein kleines Heilsarmeemädchen Chicagos größte Verbrecher in die Arme der Gesellschaft zurückführte
- 1972: Erinnerung an einen Sommer in Berlin
- 1976: Menschenfresser
- 1977: Neues aus Uhlenbusch
- 1979: Tatort – Freund Gregor
- 1979: Kümo Henriette – Ein Petermann fehlt
- 1984: Ich hatte einen Traum
- 1987: Tatort – Voll auf Haß
- 1989: Der Landarzt – Brandstiftung
- 1990: Tatort – Lauf eines Todes
- 1997: Großstadtrevier – Jens, 7 Jahre
- 1998: Großstadtrevier – Der Koffer

## Hörspiele
- 1966: Die Straßen von Pompeji – Autor: Henry Reed – Regie: Fritz Schröder-Jahn
- 1967: Der Obolus – Autor: Dan Treston – Regie: Fritz Schröder-Jahn